# Шемане, Жустину Сигаулане
Жустину Сигаулане Шемане (порт. Justino Sigaulane Chemane; 15 октября 1923, Chidenugele , Манжаказе, Газа, Мозамбик — 19 января 2004, Мапуту, Мозамбик) — мозамбикский хоровой дирижёр, написавший слова и музыку для первого национального гимна Мозамбика.

## Биография
Шемане родился в Мозамбике 15 октября 1923 года.  В 1975 году он написал песню «Viva, Viva a FRELIMO», ставшую первым гимном Мозамбика 
В апреле 1997 года правительство Мозамбика инициировало национальный конкурс, чтобы увидеть, кто может написать лучший новый текст для национального гимна. Первоначально этот конкурс был направлен на то, чтобы изменить текст и сохранить мелодию; однако в конечном итоге требование мелодии было снято. «Pátria Amada» Саломана Ж. Манисы стала национальным гимном Мозамбика 30 апреля 2002 года после большинства голосов Ассамблеи Республики. 
Шемане умер 19 января 2004 года.